# Émerson (Fußballspieler, 1973)
Émerson, mit vollem Namen Émerson Luiz Firmino (* 28. Juli 1973 in Campinas), ist ein ehemaliger brasilianisch-deutscher Fußballspieler.

## Werdegang
Er wuchs 80 Kilometer von São Paulo entfernt auf, spielte in der Jugend des FC São Paulo und gab im Alter von 16 Jahren seinen Einstand in der Herrenmannschaft. Émerson war brasilianischer Jugendnationalspieler.
Im August 1991 bestritt er beim Hamburger SV sein erstes Bundesligaspiel. Beim HSV konnte er sich mit vier Einsätzen nicht entscheidend durchsetzen, erzielte aber im Mai 1992 das 1:0 im letzten Heimspiel der Saison 1991/92, wodurch die Hamburger Mannschaft gegen Rostock gewann und dank dieses Sieges den Bundesliga-Klassenerhalt schaffte. In seiner Zeit beim HSV wurde er teils von den Anhängern der eigenen Mannschaft mit rassistischen Schmährufen beleidigt.
Er wurde zum „Wandervogel“ und war für verschiedene Vereine in unterschiedlichen Ländern im Einsatz, u. a. in Japan, der Ukraine, Katar und China. Bis 2016 spielte er für Türkspor Itzehoe in der Kreisklasse.
Als Trainer übernahm er im Sommer 2013 die Betreuung der U23-Mannschaft des FC Itzehoe.